# Laureano Tacuavé Martínez
Pour les articles homonymes, voir Martínez.
Laurent Vacouabé, né Laureano Tacuavé Martínez le 14 juillet 1809 dans le Paysandú (actuel Uruguay) et mort à une date inconnue en France, surnommé Tacuabé, est un Charrúa et ayant également des ancêtres espagnols.
Il est l'un des rares survivants charrúas du massacre mené par Bernabé Rivera le 11 avril 1831. Quatre survivants sont faits prisonniers à Salsipuedes : Tacuabé lui-même, sa partenaire María Micaela Guyunusa, Senaca o Senaqué un homme-médecine et guerrier quinquagénaire et Vaimaca-Piru, un guerrier de 54 ans. Les quatre natifs Américains sont emmenés par François Curel en France et présentés au public comme attraction de cirque.
En France, Tacuabé est baptisé et nommé Jean Soulassol. Avec sa partenaire, ils ont une fille. Les deux femmes, selon des documents découverts en 2012, seraient mortes de la tuberculose. Tacuabé, lui, aurait alors adopté un mode de vie à la française et serait mort de maladie à un âge avancé.
À Montevideo, une sculpture nommée Los Ultimos Charrúas, représentant Tacuabé, a été érigé. Il est aussi cité, comme figure de guerrier, dans l'ouvrage Tableaux de voyage de Heinrich Heine.